# Einäuglein, Zweiäuglein und Dreiäuglein

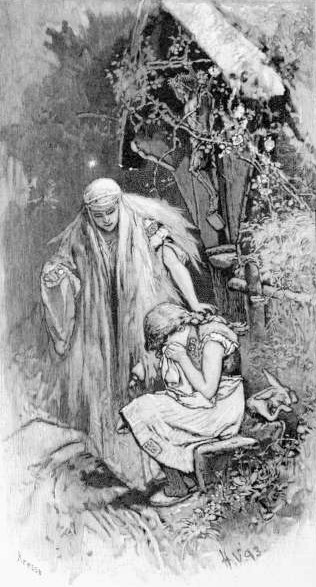
Illustration von Hermann Vogel

Einäuglein, Zweiäuglein und Dreiäuglein ist ein Märchen (ATU 511). Es steht in den Kinder- und Hausmärchen der Brüder Grimm ab der 2. Auflage von 1819 an Stelle 130 (KHM 130) und stammt aus Johann Gustav Büschings Zeitschrift Wöchentliche Nachrichten für Freunde der Geschichte, Kunst und Gelahrtheit des Mittelalters, wo Theodor Pescheck es 1816 veröffentlichte.

## Inhalt
Eine Frau hat drei Töchter: Einäuglein hat nur ein Auge, Zweiäuglein zwei, und Dreiäuglein hat drei Augen. Zweiäuglein wird von den anderen schlecht behandelt, weil es aussieht wie andere Menschen. Als es einmal beim Hüten der Ziege hungrig auf einem Hain sitzt und weint, erscheint ihr eine weise Frau, die ihr verrät, wie es zur Ziege einen Spruch sagen und feines Essen bekommen kann. Der Spruch lautet: Zicklein, meck, Tischlein, deck! Sobald sie satt sei, solle sie aber sagen: Zicklein, meck, Tischlein, weg!
Als Zweiäuglein, so gesättigt, daheim nichts isst, geht Einäuglein mit ihr zum Hüten, um den Grund herauszufinden. Es gelingt Zweiäuglein zwar, Einäuglein in den Schlaf zu singen, bevor es seinen Spruch sagt, dasselbe misslingt ihm aber tags darauf bei Dreiäuglein, denn sie vergisst, auch das dritte Auge in den Schlaf zu singen. Dreiäuglein verrät das Geheimnis der Mutter, und diese bringt aus Neid die Ziege um. Als Zweiäuglein ob des Verlusts weint, erscheint wieder die weise Frau und rät ihr, die Eingeweide der Ziege vor der Haustür zu vergraben. Am nächsten Morgen ist an dieser Stelle ein Baum mit silbernen Blättern und goldenen Äpfeln gewachsen. Zweiäuglein kann als einziges die Äpfel vom Baum pflücken, aber die Mutter dankt es ihr nicht, nimmt sie ihr ab und behandelt sie noch härter als zuvor.
Ein junger Ritter kommt zu dem Baum, aber die Schwestern verstecken Zweiäuglein in einem Fass. Als der Ritter sie fragt, wem der Baum gehöre, behaupten sie, es sei ihrer. Es gelingt ihnen aber nicht, dem Ritter Früchte oder Zweige davon zu brechen. Aus ihrem Gefängnis rollt Zweiäuglein goldene Äpfel vor die Füße des Ritters. Dieser bemerkt sie, lässt sie hervorholen, und bezaubert von Zweiäugleins Schönheit nimmt er sie mit und heiratet sie. Mit Zweiäuglein verschwindet auch der Baum.
Als lange Zeit später zwei Bettlerinnen vor dem Schloss erscheinen, erkennt Zweiäuglein in ihnen ihre Schwestern. Trotz allem Bösen, das sie ihr angetan haben, nimmt sie die beiden auf, worauf ihre Schwestern ihre Taten bereuen.

## Herkunft

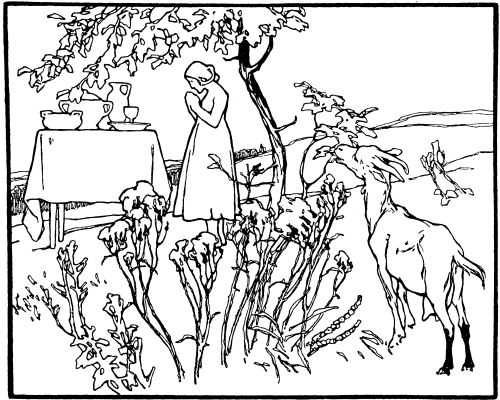
Illustration von Otto Ubbelohde, 1909

Theodor Pescheck veröffentlichte das Märchen 1816 in Johann Gustav Büschings Zeitschrift Wöchentliche Nachrichten für Freunde der Geschichte, Kunst und Gelahrtheit des Mittelalters (Bd. 2, S. 17–26) unter dem Titel Die Geschichte vom Einäuglein, Zweiäuglein und Dreiäuglein. (Ein Oberlausitzisches Kindermährchen.) Die Brüder Grimm merken an, dass sie diesen Text „in unsere Weise umgeschrieben haben.“ Am Rhein seien es acht Schwestern, jede hat ein Auge mehr. Die weise Frau sei wohl Aschenbrödels Mutter, der Ziegendarm das Vogelherz in KHM 60 Die zwei Brüder und KHM 122 Der Krautesel. Polyphem, Odin haben nur ein Auge, Jupiter in einem griechischen Mythos drei. Zur Fassung „am Rhein“ notierte Wilhelm Grimm handschriftlich „bei Coblenz“, klar ist nur, dass die Brüder Grimm sie zwischen 1822 und 1856 erhielten. Martin Montanus’ besonders frühe Veröffentlichung des Märchens vom Erdkühlein (1560) kannten sie nicht.
Die Heldin erfährt „Herzeleid“ (wie KHM 21 Aschenputtel), hat zuletzt „Essen und Trinken nach Herzenslust“, die Schwestern bereuen „von Herzen“. Deren „wer weiß wo unser Weizen noch blüht“, hier zur 6. Auflage wohl nach KHM 182a Die Erbsenprobe eingefügt, ist seit einem Lied von Hans Heselloher verbreitet, auch in Hebels Kalendergeschichte Die Weizenblüte (Der Rheinländische Hausfreund, 1814). „Rain“ ist der Feldrand.
Der Inhalt entspricht Peschecks Text. Dass die Mutter eine Edelfrau sei, entfiel wie auch der mythologische Vergleich, die Schwestern griffen „wie Tantalus“ vergeblich nach den Äpfeln. Grimm schildert konkreter, mit direkten Reden: „Du, mit deinen zwei Augen, was willst du wohl!“ Für Hans-Jörg Uther ist es ein Musterbeispiel für Grimms sprachliche Bearbeitung und Straffung einer literarischen Vorlage. Wohl in Abgrenzung von französischen Feenmärchen, wurde die Fee zur weisen Frau. Christliche Züge wurden eingebracht, die Diskriminierung der Verachteten noch betont. Das Märchen gehe strukturell auf die schöne history von einer frawen mit zweyen kindlin in Martin Montanus’ Gartengesellschaft um 1560 zurück. Helfende Mutter und Kuh sind alte Aschenputtel-Motive. Vgl. in Giambattista Basiles Pentameron I,2 Die kleine Myrte.

## Interpretation

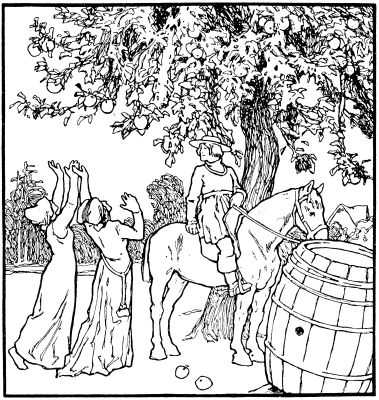
Illustration von Otto Ubbelohde, 1909

Die Ziege kann Muttersymbol sein (Heidrun), wie auch die weise Frau, und ersteht als Baum des Lebens neu, dessen Silber und Gold auf Metall und Feuer der Erdmutter hinweisen, während das Fass die böse Mutter verkörpert. Friedel Lenz deutet Zweiäuglein als moderne Verstandesseele, die über die Traumwelt hinauswachsen muss, die sie nicht mehr nährt. Ortrud Stumpfe hält das Bild der Ziege hier für einen Fehler, es gehe um ruhig nährende Kuh-Kraft (Audumlah, Isis) und Überwindung vorbewussten Verdämmerns.

## Rezeption
Anne Sexton erzählt das Märchen als Gedicht in Transformations, 1971.

## Variation
Das Märchen kommt auch in der lettischen Folklore vor, unterscheidet sich aber in mehreren Punkten von der durch die Brüder Grimm verbreiteten Variante. So ist die Hauptfigur in dieser Fassung die Stiefschwester der drei Titelfiguren. Als Helferin tritt keine weise Frau, sondern eine sprechende Kuh auf. Außerdem sitzt Dreiäugleins drittes Auge in ihrem Nacken, sodass sie damit heimlich beobachten kann.